# Themenfahrt (Tourismus)
Als Themenfahrten werden im Tourismus organisierte Fahrtveranstaltungen oder Reisen (zumeist Gruppenreisen) bezeichnet, bei denen Fahrtziele zu einem spezifischen Thema ausgewählt sind, oder bei denen Information (z. B. Vorträge) zu einem spezifischen Thema angeboten wird, oder die unter einem spezifischen Motto stehen.